# Holoarctia fasciata
Holoarctia fasciata är en fjärilsart som beskrevs av Burmann. 1952. Holoarctia fasciata ingår i släktet Holoarctia och familjen björnspinnare. Inga underarter finns listade i Catalogue of Life.